# Championnat d'Afrique féminin de football 1995
Navigation
Édition précédente Édition suivante
Le Championnat d'Afrique de football féminin 1995 est la deuxième édition des Championnat d'Afrique de football féminin, une compétition de la Confédération africaine de football (CAF) qui met aux prises les meilleures sélections nationales féminines de football affiliées à la CAF.
L'édition 1995 du championnat d'Afrique se déroule du 5 novembre 1994 au 18 mars 1995. Les sélections nationales de 8 pays s'affrontent dans un tournoi à élimination directe, avec des matchs aller-retour, y compris pour la finale. Le vainqueur du championnat se qualifie pour la Coupe du monde de football féminin 1995.
Le Nigeria décroche son billet pour la Coupe du monde en s'imposant en finale sur l'Afrique du Sud avec un score cumulé de 11-2.

## Nations participantes
Huit équipes participent à la compétition :
- Angola
- Cameroun
- Ghana
- Guinée
- Nigeria
- Sierra Leone
- Zambie
- Afrique du Sud

## Format de la compétition
Le tournoi est disputé sur élimination directe, à matchs aller-retour, et comprend des quarts de finale, des demi-finales et une finale. Les vainqueurs sont qualifiés pour le tour suivant, les perdants éliminés.

## Tableau final
|  | Quarts de finale | Quarts de finale | Quarts de finale | Quarts de finale |                |                | Demi-finales    | Demi-finales    | Demi-finales    | Demi-finales    |  |  | Finale       | Finale       | Finale       | Finale       |
|  |                  |                  |                  |                  |                |                |                 |                 |                 |                 |  |  |              |              |              |              |
|  |                  |                  |                  |                  |                |                | 9 et 23 janvier | 9 et 23 janvier | 9 et 23 janvier | 9 et 23 janvier |  |  | 4 et 18 juin | 4 et 18 juin | 4 et 18 juin | 4 et 18 juin |
|  |                  |                  |                  |                  |                |                | 9 et 23 janvier | 9 et 23 janvier | 9 et 23 janvier | 9 et 23 janvier |  |  | 4 et 18 juin | 4 et 18 juin | 4 et 18 juin | 4 et 18 juin |
|  | Guinée           | Guinée           | forfait          | forfait          |                |                | 9 et 23 janvier | 9 et 23 janvier | 9 et 23 janvier | 9 et 23 janvier |  |  | 4 et 18 juin | 4 et 18 juin | 4 et 18 juin | 4 et 18 juin |
|  | Guinée           | Guinée           | forfait          | forfait          |                |                | 9 et 23 janvier | 9 et 23 janvier | 9 et 23 janvier | 9 et 23 janvier |  |  | 4 et 18 juin | 4 et 18 juin | 4 et 18 juin | 4 et 18 juin |
|  | Ghana            | Ghana            | -                | -                |                |                | 9 et 23 janvier | 9 et 23 janvier | 9 et 23 janvier | 9 et 23 janvier |  |  | 4 et 18 juin | 4 et 18 juin | 4 et 18 juin | 4 et 18 juin |
|  | Ghana            | Ghana            | -                | -                | Ghana          | Ghana          | 0               | 0               |                 |                 |  |  | 4 et 18 juin | 4 et 18 juin | 4 et 18 juin | 4 et 18 juin |
|  | 6 et 20 novembre |                  |                  |                  | Ghana          | Ghana          | 0               | 0               |                 |                 |  |  | 4 et 18 juin | 4 et 18 juin | 4 et 18 juin | 4 et 18 juin |
|  |                  |                  | Nigeria          | Nigeria          | 3              | 2              |                 |                 |                 |                 |  |  | 4 et 18 juin | 4 et 18 juin | 4 et 18 juin | 4 et 18 juin |
|  | Nigeria          | Nigeria          | Nigeria          | Nigeria          | 3              | 2              | 9               | 2               |                 |                 |  |  | 4 et 18 juin | 4 et 18 juin | 4 et 18 juin | 4 et 18 juin |
|  | Nigeria          | Nigeria          | 7 et 21 janvier  |                  |                |                | 9               | 2               |                 |                 |  |  | 4 et 18 juin | 4 et 18 juin | 4 et 18 juin | 4 et 18 juin |
|  | Sierra Leone     | Sierra Leone     | 0                | 0                |                |                |                 |                 |                 |                 |  |  | 4 et 18 juin | 4 et 18 juin | 4 et 18 juin | 4 et 18 juin |
|  | Sierra Leone     | Sierra Leone     | 0                | 0                | Nigeria        | Nigeria        | 4               | 7               |                 |                 |  |  |              |              |              |              |
|  | 5 et 20 novembre |                  |                  |                  | Nigeria        | Nigeria        | 4               | 7               |                 |                 |  |  |              |              |              |              |
|  |                  |                  | Afrique du Sud   | Afrique du Sud   | 1              | 1              |                 |                 |                 |                 |  |  |              |              |              |              |
|  | Afrique du Sud   | Afrique du Sud   | Afrique du Sud   | Afrique du Sud   | 1              | 1              | 5               | 6               |                 |                 |  |  |              |              |              |              |
|  | Afrique du Sud   | Afrique du Sud   |                  |                  |                |                |                 |                 |                 |                 |  |  |              |              |              |              |
|  | Zambie           | Zambie           | 3                | 2                |                |                |                 |                 |                 |                 |  |  |              |              |              |              |
|  | Zambie           | Zambie           | 3                | 2                | Afrique du Sud | Afrique du Sud | 3               | 3               |                 |                 |  |  |              |              |              |              |
|  |                  |                  |                  |                  | Afrique du Sud | Afrique du Sud | 3               | 3               |                 |                 |  |  |              |              |              |              |
|  |                  |                  | Angola           | Angola           | 1              | 3              |                 |                 |                 |                 |  |  |              |              |              |              |
|  | Cameroun         | Cameroun         | Angola           | Angola           | 1              | 3              | forfait         | forfait         |                 |                 |  |  |              |              |              |              |
|  | Cameroun         | Cameroun         |                  |                  |                |                |                 | forfait         |                 |                 |  |  |              |              |              |              |
|  | Angola           | Angola           | -                | -                |                |                |                 |                 |                 |                 |  |  |              |              |              |              |
|  | Angola           | Angola           | -                | -                |                |                |                 |                 |                 |                 |  |  |              |              |              |              |
|  |                  |                  |                  |                  |                |                |                 |                 |                 |                 |  |  |              |              |              |              |